# Yge Visser
Yge Visser (Den Haag, 29 juli 1963) is een Nederlandse schaker. Sinds 2006 draagt hij de titel grootmeester (GM). 
Yge Visser groeide op in Sneek. Zijn vader Klaas Visser was voorzitter van de Friese Schaakbond.

## Loopbaan
- In 1981 werd hij kampioen van Idaho (USA).
- Tussen 1983 en 2001 werd hij achtmaal kampioen van Friesland.
- In 1989 won hij "ECI-open" in Brugge.
- In 1988 was hij gedeeld winnaar van het VBG/van Berkel-BSG Pinkstertoernooi.
- In 1991 won hij het Internationaal Schaaktoernooi Geraardsbergen in België.
- In 2000 verkreeg hij de titel Internationaal Meester (IM).[1]
- Visser won gedeeld het Harmonie Schaaktoernooi 2004 te Groningen en haalde daarmee zijn eerste grootmeesternorm.
- In 2005 won hij in Groningen het Stauntontoernooi. Het thema was het Marshallgambiet.
- In 2006 werd hij grootmeester.
- In 2004, 2006 en 2008 speelde hij mee in het Nederlands kampioenschap.

Visser was ook schaaktrainer. Hij verzorgde schaakcursussen voor de top van de Nederlandse schaakjeugd en begeleidde daarbij ook een paar talentvolle jongeren. 
In 2014 verscheen hij voor de rechter in verband met het bedreigen van twee politici in Groningen. 
In 2019 werd Visser veroordeeld tot de maatregel tbs met dwangverpleging wegens het bedreigen en stalken van familieleden. In 2024 kwam Visser vrij. Dan zal hij wel verplicht worden behandeld, omdat de kans op herhaling naar het oordeel van de rechtbank groot is.